# Deutsche Fußball-Amateurmeisterschaft 1982
Deutscher Fußball-Amateurmeister 1982 wurde der 1. FSV Mainz 05. Im Finale im Mainzer Bruchwegstadion siegten die Gastgeber am 17. Juni 1982 mit 3:0 gegen die Amateure von Werder Bremen.

## Teilnehmende Mannschaften
Sieben Meister der acht Oberliga-Staffeln sowie der Zweite der Oberliga Nord aus der Saison 1981/82 spielten in einer Aufstiegsrunde die vier Aufsteiger für die 2. Bundesliga aus. Da der Meister der Oberliga Nord (Werder Bremen / Amateure) nicht Aufstiegsberechtigt war, spielte er mit den Vizemeistern der anderen Staffeln um die Amateurmeisterschaft.
| Mannschaften | Mannschaften             | Ligen Saison 1981/82       |
|              | Werder Bremen / Amateure | Oberliga Nord              |
|              | FC Hertha 03 Zehlendorf  | Oberliga Berlin            |
|              | FC Gütersloh             | Oberliga Westfalen         |
|              | SC Viktoria Köln         | Oberliga Nordrhein         |
|              | VfR OLI Bürstadt         | Oberliga Hessen            |
|              | 1. FSV Mainz 05          | Oberliga Südwest           |
|              | SpVgg 07 Ludwigsburg     | Oberliga Baden-Württemberg |
|              | 1. FC Schweinfurt 05     | Bayernliga                 |

## 1. Runde
Hinspiele:  Mo 31.05.     Rückspiele:  Sa 05.06.
|                      | Gesamt |                          | Hinspiel | Rückspiel |
| -------------------- | ------ | ------------------------ | -------- | --------- |
| 1. FC Schweinfurt 05 | 3:4    | FC Hertha 03 Zehlendorf  | 2:2      | 1:2       |
| SpVgg 07 Ludwigsburg | 4:3    | FC Gütersloh             | 0:0      | 4:3       |
| SC Viktoria Köln     | 2:8    | 1. FSV Mainz 05          | 1:4      | 1:4       |
| VfR OLI Bürstadt     | 6:7    | Werder Bremen / Amateure | 4:4      | 2:3 n. V. |

## Halbfinale
Hinspiele: Mi 09.06.     Rückspiele: Sa 12.06.
|                          | Gesamt |                      | Hinspiel | Rückspiel |
| ------------------------ | ------ | -------------------- | -------- | --------- |
| FC Hertha 03 Zehlendorf  | 2:4    | 1. FSV Mainz 05      | 0:1      | 2:3       |
| Werder Bremen / Amateure | 6:4    | SpVgg 07 Ludwigsburg | 2:1      | 4:3 n. V. |

## Finale
| 1. FSV Mainz 05                                      | 1. FSV Mainz 05 | Werder Bremen (Amateure) | Werder Bremen (Amateure) |
| ---------------------------------------------------- | --- | --- | ------------------------ |
| 1. FSV Mainz 05                                      | \| Donnerstag, 17. Juni 1982 in Mainz (Bruchwegstadion) \| \| Ergebnis: 3:0 (0:0) \| \| Zuschauer: 8.000 \| \| Schiedsrichter: Medardus Luca (Luisenthal) \|                                                                                          | \| Donnerstag, 17. Juni 1982 in Mainz (Bruchwegstadion) \| \| Ergebnis: 3:0 (0:0) \| \| Zuschauer: 8.000 \| \| Schiedsrichter: Medardus Luca (Luisenthal) \| | Werder Bremen (Amateure) |
| 1. FSV Mainz 05                                      | Manfred Petz – Jürgen Menger – Michael Wocker, Jürgen Janz, Hans Keller – Karl-Helmut Mähn, Gerhard Bopp, Herbert Scheller, Helmut Wagner (81. Willi Reichert) – Erich Klasen (81. Karl-Heinz Halter), Ludwig Scherhag Cheftrainer: Herbert Dörenberg | Torsten Eickhoff – Ralf Fehrmann – Karl-Heinz Zachries, Frank Stegemann (72. Kai-Oliver Ring), Martin Haskamp – Hartmut Heins, Lothar Böhm, Hartwig Gentzsch, Günter Hermann – Wilfried Feldhaus , Thomas Funke (72. Rüdiger Mohr) Cheftrainer: Karl-Heinz Kamp | Werder Bremen (Amateure) |
| 1. FSV Mainz 05                                      | 1:0 Karl-Helmut Mähn (62.) 2:0 Karl-Helmut Mähn (64.) 3:0 Ludwig Scherhag (71.) | | Werder Bremen (Amateure) |
| 1. FSV Mainz 05                                      | Wocker | | Werder Bremen (Amateure) |
| Donnerstag, 17. Juni 1982 in Mainz (Bruchwegstadion) | | |                          |
| Ergebnis: 3:0 (0:0)                                  | | |                          |
| Zuschauer: 8.000                                     | | |                          |
| Schiedsrichter: Medardus Luca (Luisenthal)           | | |                          |

## Andenken und Würdigung
Anlässlich des 40. Jubiläums des Gewinns der Deutschen Fußballamateurmeisterschaft, veröffentlichen Fans des 1. FSV Mainz 05 ein Fanzine unter dem Titel „Es war einmal... Die Deutsche Amateurmeisterschaft des 1.FSV Mainz 05“, das sich mit der Saison 1981/1982 des 1. FSV Mainz 05 beschäftigt.